# Hermann Griesbach

Herrmann Adolf Griesbach, 1914

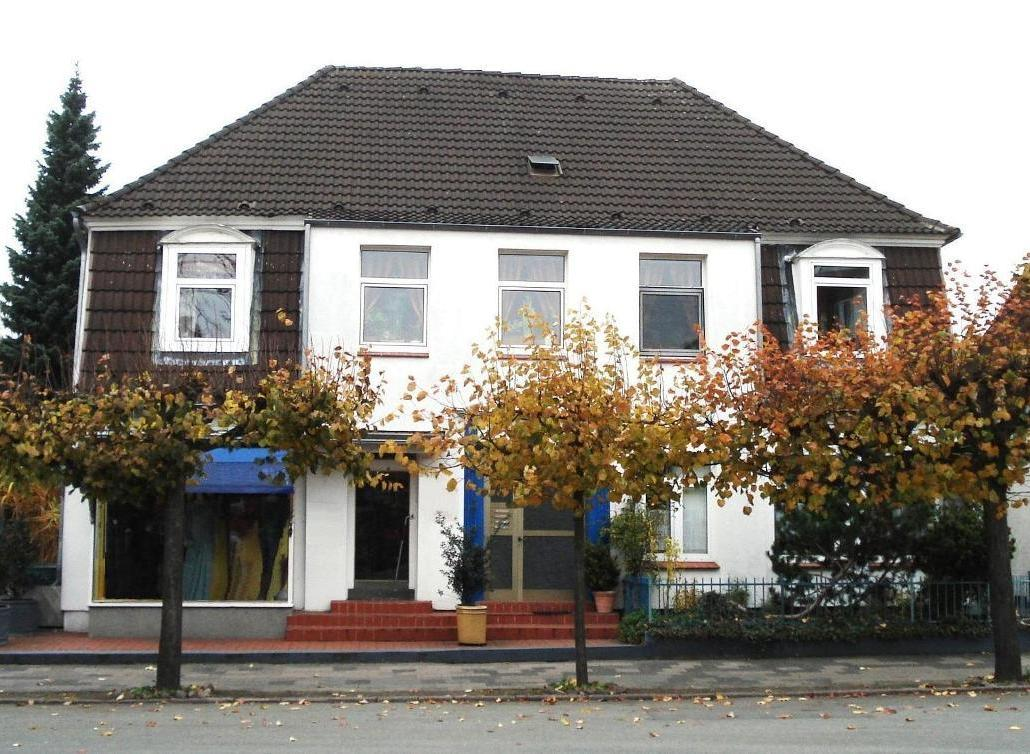
Das (äußerlich veränderte) Geburtshaus von Hermann Adolf Griesbach in Bad Schwartau (in der Lübecker Straße)

Hermann Adolf Griesbach (* 9. April 1854 in Schwartau; † 23. Juni 1941 ebenda) war ein deutscher Naturwissenschaftler u. a. auf den Gebieten der Medizin und Zoologie.
Neben seinen histologischen Studien hat er durch seine Arbeiten und Initiativen auf den Gebieten der Schulgesundheitspflege (Schulhygiene) und Arbeitsschutz / Arbeitssicherheit (Gewerbehygiene) diese Fächer maßgeblich geprägt.

## Leben und Werk
Hermann Adolf Griesbach war das jüngste Kind des seit 1839 in Schwartau ansässigen Apothekers Georg Christoph Alexander Griesbach (1811–1899) und seiner Frau Emilie Auguste Wilhelmine Griesbach (geb. Böhme) (1811–1899). Er besuchte das Katharineum zu Lübeck, das er 1873 mit dem Abitur abschloss.
1874 begann Griesbach ein Studium der Naturwissenschaften – insbesondere Biologie, Chemie und Medizin (dabei Physiologie, medizinische Chemie und Hygiene) in Marburg. Er wechselte noch im selben Jahr an die Universität Leipzig – später studierte er auch in Berlin, Göttingen und Heidelberg – wo er sein Studium 1876 mit einer Promotion „Über den Bau des Bojanus´schen Organes der Teichmuschel“ zum Dr. Phil. in Zoologie, Chemie und Botanik beendete. Den Doktorgrad der Medizin erhielt Griesbach 1883 von der Universität Heidelberg für seine histologische Arbeit Beiträge zur Kenntnis der Anatomie der Cestoden.

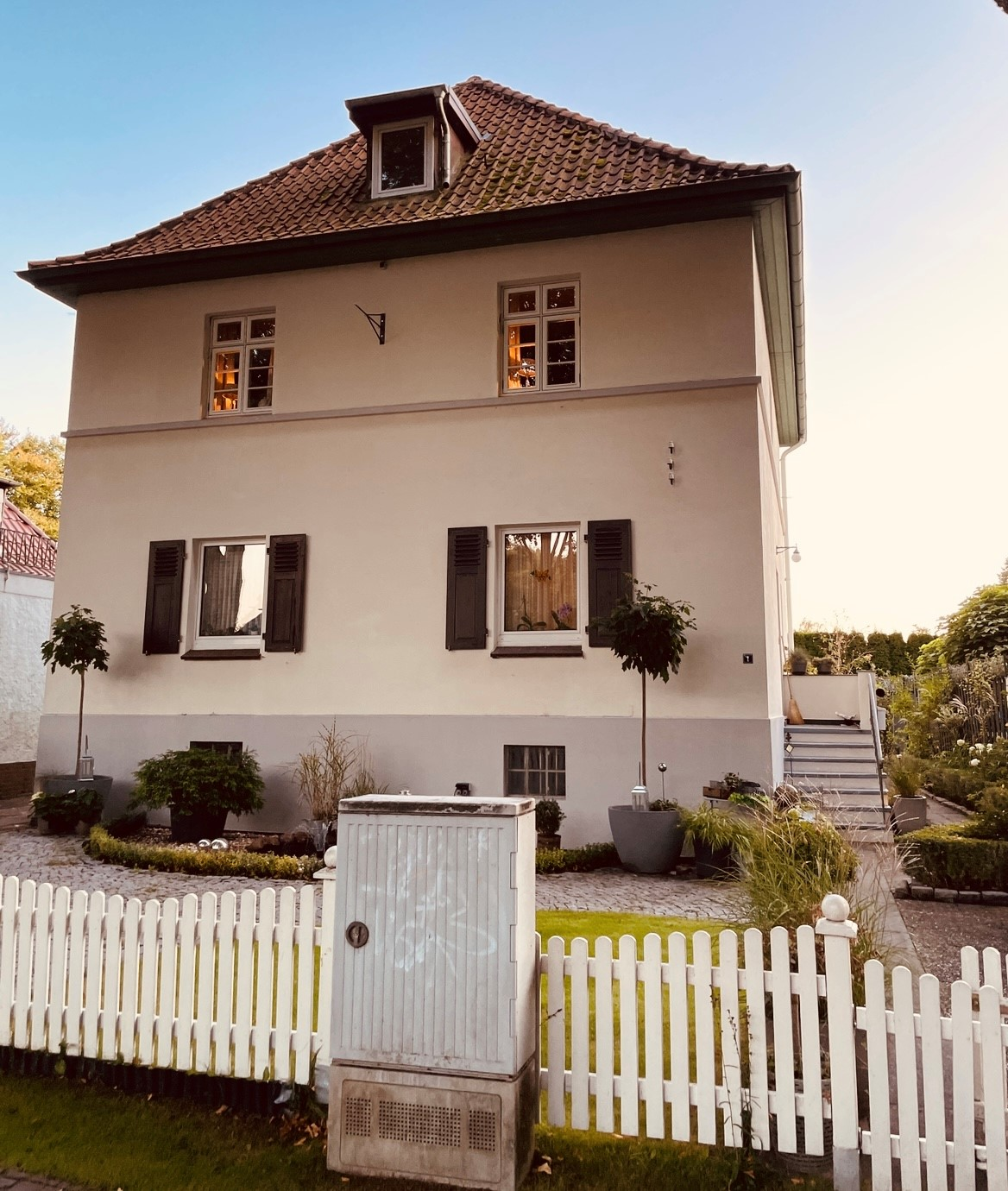
Die Villa in der Kleinmühlenstraße war sein letzter Wohnsitz

Im Anschluss an das Studium arbeitete Griesbach als Lehrer in Thorn, ab 1881 am Gymnasium in Weißenburg im Elsass. Zwei Jahre darauf habilitierte er sich mit seiner Arbeit Über das Gefäßsystem und die Wasseraufnahme bei den Najaden und Mytiliden an der Universität Basel und war hier als Privatdozent für Zoologie, ab 1885 als Dozent für Histologie tätig. Anschließend lehrte er an der technisch orientierten Oberrealschule in Mülhausen Chemie, Biologie und Hygiene. 1893 wurde Hermann Griesbach zum Professor ernannt.
Während seiner Tätigkeit in Basel veröffentlichte Griesbach zahlreiche Arbeiten auf dem Gebiet der Schulgesundheitspflege (Schulhygiene) sowie der Arbeitsschutz / Arbeitssicherheit (Gewerbehygiene). Im Jahr 1900 wurde von ihm der Allgemeine Deutsche Verein für Schulgesundheitspflege gegründet. Dem folgte noch die Gründung zweier Zeitschriften. Ab 1919 übte er eine Lehrtätigkeit als Privatdozent für Hygiene an der Universität Gießen aus. Zwei Jahre später wurde er dort ordentlicher Honorarprofessor und erhielt einen Lehrauftrag für „Gewerbehygiene“. Im Alter von 78 Jahren beendete Griesbach 1932 seine Tätigkeit in Gießen und zog mit seiner Frau nach Bad Schwartau zurück. Dort ließ er von 1931 bis 1932 in der Kleinmühlenstraße (heute: Klaus-Groth-Str.) eine Villa im Heimatschutzstil errichten.

## Familie
Hermann Griesbach war ab 1895 mit Amalie Griesbach geb. von Heimburg verheiratet und hatte eine Tochter Erika Ernestine Emilie (1896–1986) sowie einen Sohn Rolf Fritz Franz Emil (1899–1985). Rolf Fritz Franz Emil hatte eine Tochter namens Ruth.

## Veröffentlichungen (Auswahl)
- Über den Bau des Bojanus´schen Organes der Teichmuschel (Promotionschrift); Bonn 1876
- Beiträge zur Kenntnis der Anatomie der Cestoden (Promotionschrift); in: Archiv für Mikroskopische Anatomie (Band 22, Seite 525–584); Bonn 1883
- Über das Gefäßsystem und die Wasseraufnahme bei den Najaden und Mytiliden (Habilitationsschrift); in: Zeitschrift für wissenschaftliche Zoologie (Jahrgang 38, Seiten 1–44); Leipzig und Wien 1883
- Über Beziehungen zwischen geistiger Ermüdung und Empfindungsvermögen der Haut – in: Archiv für Hygiene (Band 24); München & Berlin 1894
- Zur Geschichte der organisierten Krankheitsgifte (Wissenschaftliche Beilage zum Programm der Gewerbeschule für das Schuljahr 1883–1884); Mülhausen 1884
- Über Plasmastructuren der Blutkörperchen im kreisenden Blute der Amphibien; in: Festschrift zum siebzigsten Geburtstage Rudolf Leuckarts (auch als Einzelveröffentlichung); Leipzig 1892
- Energetik und Hygiene des Nervensystems; München & Leipzig 1895
- Physikalisch-chemische Propädeutik unter besonderer Berücksichtigung der medizinischen Wissenschaften und mit historischen und biographischen Angaben; Erster Band: Leipzig 1900 – Zweiter Band: Leipzig 1915
- Ein neues Aesthesiometer; in: Pflügers Archiv, Bonn (Band 68); Bonn 1897
- Vergleichende Untersuchungen über die Sinnesschärfe Blinder und Sehender; Bonn 1899
- Hygienische Schulreform; Hamburg & Leipzig 1899
- Erwägungen über die Juristischen Gutachten in Betreff der Zulassung der Realgymnasialabiturienten zum Rechtsstudium; Berlin 1900.
- Weitere Untersuchungen über Beziehungen zwischen geistiger Ermüdung und Hautsensibilität; in: Internationals Archiv für Schulhygiene, 1/3; Leipzig 1905
- Arteriosklerose und Hypertonie (Unter Berücksichtigung ihrer Beziehungen zur Gewerbehygiene und ihrer Bekämpfung auf organotherapeutischem Wege); Gießen 1923
- Medizinisches Wörter- und Nachschlagebuch (Ein Hilfsbuch für Studierende und Ärzte, und alle mit der Medizin im Zusammenhang stehende Berufe); Gießen 1927
- Persönliche Hygiene und Schulhygiene (Richtlinien und Vorlesungen an Pädagogischen Hochschulen); Gießen 1930